# Championnat d'Espagne de football de deuxième division 1940-1941
Navigation
Segunda División 1939-40 Segunda División 1941-42
Le championnat d'Espagne de football de deuxième division 1940-1941 est la 10e édition du championnat. Organisé par la Fédération espagnole de football, le championnat se déroule du 29 décembre 1940 au 13 avril 1941, et les barrages du 2 mai 1941 au 15 mai 1941.
La compétition est remportée par le Grenade CF, qui devance, lors de la phase de promotion, la Real Sociedad et le Deportivo La Corogne de deux points. Le Grenade CF et la Real Sociedad sont promus en première division, tandis que le Deportivo La Corogne, avec le CD Castellón,  affrontent respectivement le 11e et 12e de première division, lors d'un barrage en match unique, pour tenter de les imiter.

## Règlement de la compétition
Le nombre de participants repasse à vingt-quatre comme lors des deux éditions avant la guerre.
La compétition se déroule en deux phases. 
La première phase regroupent les vingt-quatre participants, répartis en deux groupes de douze. La compétition se déroule selon un système de ligue, où les douze équipes s'affrontent à deux reprises, une fois à domicile et une fois à l'extérieur, soit un total de vingt-deux matches. L'ordre des matches est déterminé par un tirage au sort avant le début de la compétition.
Le classement final est établi sur le nombre des points obtenus lors de chaque rencontre, à raison de deux points par match gagné, un pour un match nul et aucun pour une défaite. Si, à la fin de la première phase, deux équipes ont le même nombre de points, les critères établis par le règlement pour départager les équipes sont les suivants :
1. Les confrontations directes entre les équipes à égalité.
2. Si l'égalité persiste, celui qui a la meilleure différences de buts.

Les deux premiers de chaque groupe se qualifient pour la phase de promotion du championnat. En bas de classement, le dernier de chaque groupe est relégué en ligues régionales alors que l'avant-dernier de chaque groupe dispute un barrage pour tenter de se maintenir. La phase de promotion est composée de quatre équipes et se déroule sur les mêmes critères que la première phase. Les deux premiers sont promus en première division, tandis que les deux autres disputent un barrage de promotion/relégation contre respectivement le 11e et le 12e de première division pour tenter de décrocher leur place dans l'élite.

## Équipes participantes
| Clubs                     | Ville           | Stade              |
| ------------------------- | --------------- | ------------------ |
| Arenas Club               | Guecho          | Ibaiondo           |
| Real Avilés               | Avilés          | Las Arobias        |
| CD Baracaldo Oriamendi    | Baracaldo       | Lasesarre          |
| Deportivo La Corogne      | La Corogne      | Riazor             |
| Club Ferrol               | Ferrol          | Inferniño          |
| Real Gijón                | Gijón           | El Molinón         |
| CA Osasuna                | Pampelune       | San Juan           |
| Real Sociedad             | Saint-Sébastien | Atocha             |
| Real Unión                | Irun            | Stadium Gal        |
| UD Salamanque             | Salamanque      | El Calvario        |
| Real Santander SD         | Santander       | El Sardinero       |
| Real Valladolid Deportivo | Valladolid      | José Zorrilla (es) |

| \| Arenas Avilés Baracaldo La Corogne Ferrol Gijón Osasuna R. Sociedad R. Unión Salamanque Santander Valladolid \| Localisation des clubs engagés dans le groupe 1. |
| Arenas Avilés Baracaldo La Corogne Ferrol Gijón Osasuna R. Sociedad R. Unión Salamanque Santander Valladolid                                                        |

| Arenas Avilés Baracaldo La Corogne Ferrol Gijón Osasuna R. Sociedad R. Unión Salamanque Santander Valladolid |

| Clubs                 | Ville                 | Stade             |
| --------------------- | --------------------- | ----------------- |
| CF Badalona           | Badalone              | Avenida Navarra   |
| Real Betis            | Séville               | Heliópolis        |
| Cadix CF              | Cadix                 | Mirandilla        |
| Cartagena CF (es)     | Carthagène            | El Almarjal       |
| CD Castellón          | Castellón de la Plana | El Sequiol (es)   |
| CD Córdoba (es)       | Cordoue               | América           |
| Gerona CF             | Gérone                | Vista Alegre (es) |
| Grenade CF            | Grenade               | Los Cármenes      |
| UD Levante-Gimnástico | Valence               | Vallejo (es)      |
| CD Malacitano (es)    | Málaga                | Baños del Carmen  |
| CD Sabadell           | Sabadell              | Creu Alta         |
| Xerez Club (es)       | Jerez de la Frontera  | Domecq (es)       |

| \| Badalona Betis Cadix Cartagena Castellón Córdoba Gerona Grenade Levante Malacitano Sabadell Xerez \| Localisation des clubs engagés dans le groupe 2. |
| Badalona Betis Cadix Cartagena Castellón Córdoba Gerona Grenade Levante Malacitano Sabadell Xerez                                                        |

| Badalona Betis Cadix Cartagena Castellón Córdoba Gerona Grenade Levante Malacitano Sabadell Xerez |

À la mi-saison, par décret du 21 janvier 1941 du ministère de l'Intérieur, la loi sur les associations entre en vigueur. Elle rend obligatoire l'utilisation du castillan et interdit les mots étrangers dans les noms d'associations et dont la construction n'est pas grammaticalement correct,,. Par application du décret, les clubs suivants changent de nom : 
1. ↑  Le Stadium Club Avilesino devient le Real Avilés Club de Fútbol.
2. ↑  Le Racing Ferrol Foot-ball Club devient le Club Ferrol.
3. ↑  Le Real Sporting de Gijón devient le Real Gijón.
4. ↑  Le Real Racing Club de Santander devient le Real Santander Sociedad Deportiva.
5. ↑  Le Foot-ball Club Badalona devient le Club de Fútbol Badalona.
6. ↑  Le Cádiz Foot-ball Club devient le Cádiz Club de Fútbol.
7. ↑  Le Cartagena Foot-ball Club devient le Cartagena Club de Fútbol.
8. ↑  Le Gerona Foot-ball Club devient le Gerona Club de Fútbol.
9. ↑  Le Centre de Sports Sabadell Foot-ball Club devient le Centro de Deportes Sabadell Club de Fútbol.
10. ↑  Le Xerez Foot-ball Club devient le Xerez Club.

Dans le même temps, les clubs peuvent reprendre leurs dénominations royalistes interdites pendant la Seconde République.

## Compétition

### Première phase

#### Groupe 1

##### Classement
| Rang | Équipe                    | Pts | J  | G  | N | P  | Bp | Bc | Diff |
| ---- | ------------------------- | --- | -- | -- | - | -- | -- | -- | ---- |
| 1    | Real Sociedad             | 34  | 22 | 16 | 2 | 4  | 81 | 40 | +41  |
| 2    | Deportivo La Corogne      | 33  | 22 | 14 | 5 | 3  | 75 | 26 | +49  |
| 3    | Real Gijón                | 29  | 22 | 13 | 3 | 6  | 54 | 40 | +14  |
| 4    | Club Ferrol               | 26  | 22 | 11 | 4 | 7  | 49 | 38 | +11  |
| 5    | CA Osasuna                | 24  | 22 | 11 | 2 | 9  | 44 | 45 | -1   |
| 6    | Real Santander SD R       | 22  | 22 | 9  | 4 | 9  | 42 | 40 | +2   |
| 7    | UD Salamanque             | 18  | 22 | 6  | 6 | 10 | 38 | 48 | -10  |
| 8    | Arenas Club               | 18  | 22 | 8  | 2 | 12 | 28 | 47 | -19  |
| 9    | Real Unión                | 17  | 22 | 6  | 5 | 11 | 37 | 58 | -21  |
| 10   | Real Valladolid Deportivo | 16  | 22 | 7  | 2 | 13 | 40 | 62 | -22  |
| 11   | CD Baracaldo Oriamendi    | 16  | 22 | 5  | 6 | 11 | 40 | 57 | -17  |
| 12   | Real Avilés               | 11  | 22 | 2  | 7 | 13 | 27 | 54 | -27  |

Qualification et relégation
- 1er et 2e : qualification pour la phase de promotion
- 11e : qualification pour les barrages de relégation
- 12e : relégation en ligues régionales

Abréviations
- R : Relégué de Primera División 1939-1940

##### Résultats
| Résultats (▼dom., ►ext.)                                   | ARE | AVI | BAR | DEP | FER | GIJ | OSA | RSO | RUN | SAL | SAN | VLL  |
| Arenas Club                                                |     | 1-1 | 3-2 | 2-1 | 2-1 | 0-2 | 4-0 | 1-2 | 3-0 | 2-3 | 1-0 | 5-3  |
| Real Avilés                                                | 1-2 |     | 0-1 | 2-5 | 0-1 | 1-1 | 1-1 | 0-2 | 1-1 | 3-3 | 1-0 | 2-1  |
| CD Baracaldo Oriamendi                                     | 2-0 | 4-1 |     | 2-2 | 1-1 | 6-1 | 3-5 | 3-3 | 3-3 | 2-1 | 2-2 | 2-3  |
| Deportivo La Corogne                                       | 7-0 | 7-0 | 9-0 |     | 2-0 | 3-1 | 6-2 | 2-2 | 3-1 | 3-1 | 7-0 | 2-1  |
| Club Ferrol                                                | 2-0 | 4-2 | 4-0 | 1-1 |     | 1-3 | 6-3 | 4-2 | 2-3 | 4-1 | 2-1 | 5-2  |
| Real Gijón                                                 | 4-0 | 5-4 | 2-1 | 1-3 | 3-2 |     | 2-1 | 4-0 | 4-3 | 2-2 | 3-0 | 1-3  |
| CA Osasuna                                                 | 2-0 | 3-2 | 1-1 | 0-4 | 1-3 | 3-1 |     | 1-2 | 6-1 | 2-0 | 0-2 | 3-1  |
| Real Sociedad                                              | 4-1 | 3-2 | 4-1 | 4-2 | 5-1 | 2-1 | 0-2 |     | 6-2 | 3-1 | 7-2 | 14-2 |
| Real Unión                                                 | 0-0 | 5-1 | 4-1 | 2-0 | 1-3 | 1-5 | 1-3 | 1-6 |     | 0-0 | 0-3 | 0-3  |
| UD Salamanque                                              | 4-0 | 4-2 | 3-1 | 1-1 | 0-0 | 0-0 | 1-3 | 1-2 | 3-5 |     | 1-5 | 6-1  |
| Real Santander SD                                          | 2-0 | 0-0 | 3-2 | 2-2 | 1-1 | 2-5 | 4-0 | 3-2 | 0-1 | 7-1 |     | 3-1  |
| Real Valladolid Deportivo                                  | 4-1 | 0-0 | 2-0 | 1-3 | 4-1 | 2-3 | 0-2 | 3-6 | 2-2 | 0-1 | 1-0 |      |
| - Victoire à domicile - Match nul - Victoire à l'extérieur |     |     |     |     |     |     |     |     |     |     |     |      |

#### Groupe 2

##### Classement
| Rang | Équipe                | Pts | J  | G  | N | P  | Bp | Bc | Diff |
| ---- | --------------------- | --- | -- | -- | - | -- | -- | -- | ---- |
| 1    | CD Castellón          | 31  | 22 | 14 | 3 | 5  | 64 | 34 | +30  |
| 2    | Grenade CF            | 30  | 22 | 13 | 4 | 5  | 43 | 21 | +22  |
| 3    | UD Levante-Gimnástico | 29  | 22 | 13 | 3 | 6  | 59 | 35 | +24  |
| 4    | Gerona CF             | 26  | 22 | 12 | 2 | 8  | 44 | 28 | +16  |
| 5    | CD Malacitano (es)    | 25  | 22 | 10 | 5 | 7  | 45 | 34 | +11  |
| 6    | Xerez Club (es)       | 23  | 22 | 9  | 5 | 8  | 32 | 38 | -6   |
| 7    | Real Betis R          | 23  | 22 | 10 | 3 | 9  | 45 | 33 | +12  |
| 8    | Cadix CF              | 21  | 22 | 9  | 3 | 10 | 46 | 34 | +12  |
| 9    | CD Sabadell           | 20  | 22 | 8  | 4 | 10 | 37 | 43 | -6   |
| 10   | Cartagena CF (es)     | 19  | 22 | 7  | 5 | 10 | 41 | 51 | -10  |
| 11   | CD Córdoba (es)       | 9   | 22 | 3  | 3 | 16 | 27 | 69 | -42  |
| 12   | CF Badalona           | 8   | 22 | 3  | 2 | 17 | 21 | 84 | -63  |

Qualification et relégation
- 1er et 2e : qualification pour la phase de promotion
- 11e : qualification pour les barrages de relégation
- 12e : relégation en ligues régionales

Abréviations
- R : Relégué de Primera División 1939-1940

##### Résultats
| Résultats (▼dom., ►ext.)                                   | BAD | BET | CAD | CAR | CAS | COR | GER | GRE | LEV | MAL | SAB | XER |
| CF Badalona                                                |     | 1-0 | 1-0 | 3-4 | 1-9 | 2-1 | 2-3 | 1-3 | 0-4 | 2-2 | 0-0 | 0-1 |
| Real Betis                                                 | 9-1 |     | 1-1 | 4-0 | 2-0 | 4-1 | 4-3 | 3-0 | 1-1 | 1-0 | 3-2 | 1-1 |
| Cadix CF                                                   | 4-1 | 0-1 |     | 3-0 | 4-2 | 6-0 | 3-1 | 1-2 | 1-1 | 4-1 | 4-0 | 2-3 |
| Cartagena CF (es)                                          | 6-0 | 3-1 | 4-2 |     | 1-2 | 3-1 | 2-1 | 0-0 | 2-3 | 1-2 | 3-4 | 2-4 |
| CD Castellón                                               | 6-0 | 3-0 | 2-1 | 3-3 |     | 5-2 | 4-2 | 1-0 | 6-4 | 6-0 | 1-0 | 3-0 |
| CD Córdoba (es)                                            | 4-2 | 2-1 | 2-5 | 3-1 | 2-2 |     | 1-1 | 1-3 | 0-3 | 0-2 | 1-2 | 1-3 |
| Gerona CF                                                  | 1-0 | 1-0 | 2-0 | 4-0 | 3-1 | 6-1 |     | 1-1 | 2-0 | 4-0 | 1-0 | 2-0 |
| Grenade CF                                                 | 8-0 | 3-0 | 2-1 | 1-1 | 3-0 | 2-1 | 1-0 |     | 2-2 | 0-1 | 4-0 | 3-0 |
| UD Levante-Gimnástico                                      | 6-3 | 3-2 | 0-1 | 6-0 | 4-2 | 6-1 | 4-3 | 1-0 |     | 3-0 | 3-0 | 1-2 |
| CD Malacitano (es)                                         | 7-1 | 3-5 | 3-0 | 0-1 | 2-2 | 4-0 | 2-1 | 3-0 | 3-0 |     | 2-2 | 7-0 |
| CD Sabadell                                                | 3-0 | 3-2 | 4-2 | 2-2 | 0-3 | 5-1 | 0-1 | 1-2 | 3-2 | 1-1 |     | 3-0 |
| Xerez Club (es)                                            | 3-0 | 1-0 | 1-1 | 2-2 | 0-1 | 1-1 | 2-1 | 2-3 | 1-2 | 0-0 | 5-2 |     |
| - Victoire à domicile - Match nul - Victoire à l'extérieur |     |     |     |     |     |     |     |     |     |     |     |     |

### Phase de promotion

#### Classement
| Rang | Équipe               | Pts | J | G | N | P | Bp | Bc | Diff |
| ---- | -------------------- | --- | - | - | - | - | -- | -- | ---- |
| 1    | Grenade CF           | 8   | 6 | 4 | 0 | 2 | 10 | 10 | 0    |
| 2    | Real Sociedad        | 6   | 6 | 3 | 0 | 3 | 15 | 11 | +4   |
| 3    | Deportivo La Corogne | 6   | 6 | 3 | 0 | 3 | 15 | 11 | +4   |
| 4    | CD Castellón         | 4   | 6 | 2 | 0 | 4 | 9  | 17 | -8   |

Promotion
- 1er et 2e : promotion en Primera División
- 3e et 4e : qualification pour les barrages de promotion

#### Résultats
| Résultats (▼dom., ►ext.)                                   | CAS | DEP | GRE | RSO |
| CD Castellón                                               |     | 3-0 | 0-1 | 3-0 |
| Deportivo La Corogne                                       | 6-0 |     | 3-1 | 3-4 |
| Grenade CF                                                 | 3-2 | 1-3 |     | 2-1 |
| Real Sociedad                                              | 7-1 | 2-0 | 1-2 |     |
| - Victoire à domicile - Match nul - Victoire à l'extérieur |     |     |     |     |

### Barrages de promotion / relégation

#### Primera División / Segunda División
À la fin de la saison, le 11e et le 12e de Primera División affronte respectivement le 4e et le 3e de Segunda División en un match unique disputé à Madrid, les vainqueurs obtiennent leur place en Primera División 1941-1942 et les perdants obtiennent leur place en Segunda División 1941-1942.
| 2 mai 1941 | Saragosse CF (D1)          | 2 – 3   | (D2) CD Castellón                      | Stade de Chamartín, Madrid        |                                   |
|            | Vilanova 39e · Ameztoy 80e | (1 – 2) | 5e Basilio · 20e Arnau · 84e Hernández | Arbitrage : Plácido González Díaz | Arbitrage : Plácido González Díaz |
|            | Rapport                    |         |                                        | Arbitrage : Plácido González Díaz | Arbitrage : Plácido González Díaz |

| 4 mai 1941 | Real Murcie (D1) | 1 – 2 ap              | (D2) Deportivo La Corogne  | Stade de Vallecas, Madrid  |                            |
|            | Tito 33e         | (1 – 0, 1 – 1, 1 – 2) | 77e Chacho · 95e Guimerans | Arbitrage : Pedro Escartín | Arbitrage : Pedro Escartín |
|            | Rapport          |                       |                            | Arbitrage : Pedro Escartín | Arbitrage : Pedro Escartín |

Le CD Castellón et le Deportivo La Corogne sont promus en Primera División, le Saragosse CF et le Real Murcie sont relégués en Segunda División.

#### Segunda División / Tercera División
À la fin de la saison, le 11e de chaque groupe de Segunda División affronte le 3e de chaque groupe de Tercera División en un match unique disputé à Santander et à Madrid, les vainqueurs obtiennent leur place en Segunda División 1941-1942 et les perdants obtiennent leur place en Tercera División 1941-1942.
| 4 mai 1941 | CD Baracaldo Oriamendi (D2) | 4 – 3 ap              | (D3) Club Langreano (es)          | Terrains de sport d'El Sardinero, Santander |                   |
|            | Gárate 36e 76e 96e 100e     | (1 – 1, 2 – 2, 4 – 2) | 19e Zamora · 61e Rada · 119e Gito | Arbitrage : Antón                           | Arbitrage : Antón |

| 15 mai 1941 | CD Córdoba (es) (D2) | 1 – 2   | (D3) Elche CF | Stade de Chamartín, Madrid |
|             |                      | (1 – 1) |               |                            |

Le CD Baracaldo Oriamendi se maintient en Segunda División, le Club Langreano (es) reste en Tercera División, l'Elche CF est promu en Segunda División, et le CD Córdoba (es) est relégué en Tercera División.

## Bilan de la saison
| Championnat d'Espagne de football de deuxième division 1940-1941 |                        |
| Champion                                                         | Grenade CF (1er titre) |
| Dauphin                                                          | Real Sociedad          |
| Promotions et relégations                                        |                        |
| Promus en Primera División                                       | Grenade CF             |
| Promus en Primera División                                       | Real Sociedad          |
| Promus en Primera División                                       | Deportivo La Corogne   |
| Promus en Primera División                                       | CD Castellón           |
| Relégués en Segunda División                                     | Saragosse CF           |
| Relégués en Segunda División                                     | Real Murcie            |
| Promus en Segunda División                                       | Deportivo Alavés       |
| Promus en Segunda División                                       | AD Ferroviaria (es)    |
| Promus en Segunda División                                       | CD Constancia          |
| Promus en Segunda División                                       | SD Ceuta (es)          |
| Promus en Segunda División                                       | Elche CF               |
| Relégués en ligues régionales                                    | Real Avilés            |
| Relégués en ligues régionales                                    | CD Córdoba (es)        |
| Relégués en ligues régionales                                    | CF Badalona            |